# Travelogue
Albums de Joni Mitchell
Both Sides Now
(2000) The Beginning of Survival
(2004)
Travelogue est le dix-huitième album studio de Joni Mitchell, sorti le 19 novembre 2002.
Dans cet opus, Joni Mitchell a réenregistré des titres publiés tout au long de sa carrière. Lors de la sortie de Travelogue, elle a déclaré que ce serait son dernier album avant de révéler plus tard qu'elle travaillait sur un nouveau disque.
En 2004, Mitchell a remporté le Grammy Award du « meilleur arrangement instrumental et vocal » pour le titre Woodstock.

## Liste des titres
Toutes les chansons sont écrites et composées par Joni Mitchell, sauf mention contraire.
| 1.  | Otis and Marlena                                |                                  | 3:54 |
| 2.  | Amelia                                          |                                  | 6:48 |
| 3.  | You Dream Flat Tires                            |                                  | 3:48 |
| 4.  | Love                                            |                                  | 5:40 |
| 5.  | Woodstock                                       |                                  | 5:56 |
| 6.  | Slouching Toward Bethlehem                      | Basé sur un poème de W. B. Yeats | 7:11 |
| 7.  | Judgement of the Moon and Stars (Ludwig's Tune) |                                  | 5:22 |
| 8.  | The Sire of Sorrow (Job's Sad Song)             |                                  | 7:09 |
| 9.  | For the Roses                                   |                                  | 7:28 |
| 10. | Trouble Child                                   |                                  | 5:02 |
| 11. | God Must Be a Boogie Man                        |                                  | 3:56 |

| 1.  | Be Cool                         |                      | 5:09 |
| 2.  | Just Like This Train            |                      | 5:04 |
| 3.  | Sex Kills                       |                      | 3:57 |
| 4.  | Refuge of the Roads             |                      | 7:56 |
| 5.  | Hejira                          |                      | 6:47 |
| 6.  | Chinese Café / Unchained Melody | Alex North, Hy Zaret | 5:41 |
| 7.  | Cherokee Louise                 |                      | 6:00 |
| 8.  | The Dawntreader                 |                      | 5:38 |
| 9.  | The Last Time I Saw Richard     |                      | 4:58 |
| 10. | Borderline                      |                      | 6:23 |
| 11. | The Circle Game                 |                      | 6:50 |

## Personnel
- Joni Mitchell : chant
- Larry Klein : basse, direction musicale
- Herbie Hancock : piano
- Billy Preston : orgue Hammond B3
- Chuck Berghofer : contrebasse
- Paulinho Da Costa : percussions
- Brian Blade : batterie
- Wayne Shorter : saxophone soprano
- Plas Johnson : saxophone ténor
- Kenny Wheeler : bugle
- Gavyn Wright : premier violon
- Vince Mendoza : direction d'orchestre, arrangements